# Жан-Батист Ізабе
Жан-Батист Ізабе (фр. Jean-Baptiste Isabey; 11 квітня 1767, Нансі — 18 квітня 1855, Париж) — французький художник-портретист.

## Життєпис
Жан-Батист Ізабе вивчав живопис в майстерні Жака-Луї Давида. Був придворним художником Наполеона I, якого часто супроводжував у походах, щоб увічнити імператора в різних сценах, у тому числі й воєнних. Після повалення Наполеона Ізабе працює при дворі Бурбонів, яких він зображує на полотні — як і практично всіх відомих художнику монархів Європи.
Роботи Ізабе дуже точні в передачі рис своєї моделі. Його мініатюри вважаються одними з найкращих творів у цьому напрямку живопису. У 1805 році він створює із своїх рисунків серію естампів. Займався також розписом по порцеляні і мистецтвом літографії. Під час Віденського конгресу художнику позували багато впливових фігур європейської політики.
Син Ізабе, Луї-Габріель-Ежен, також був відомим художником.

## Галерея

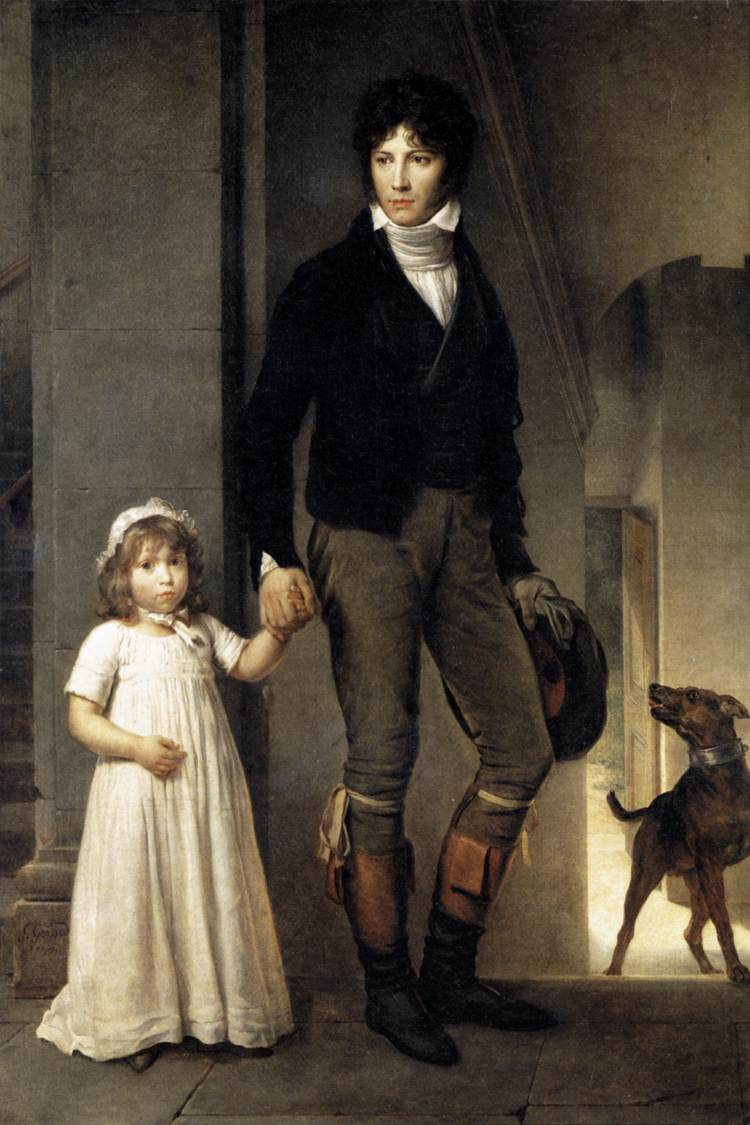
Жан-Батист Ізабе з дочкою, худ. Франсуа Жерар
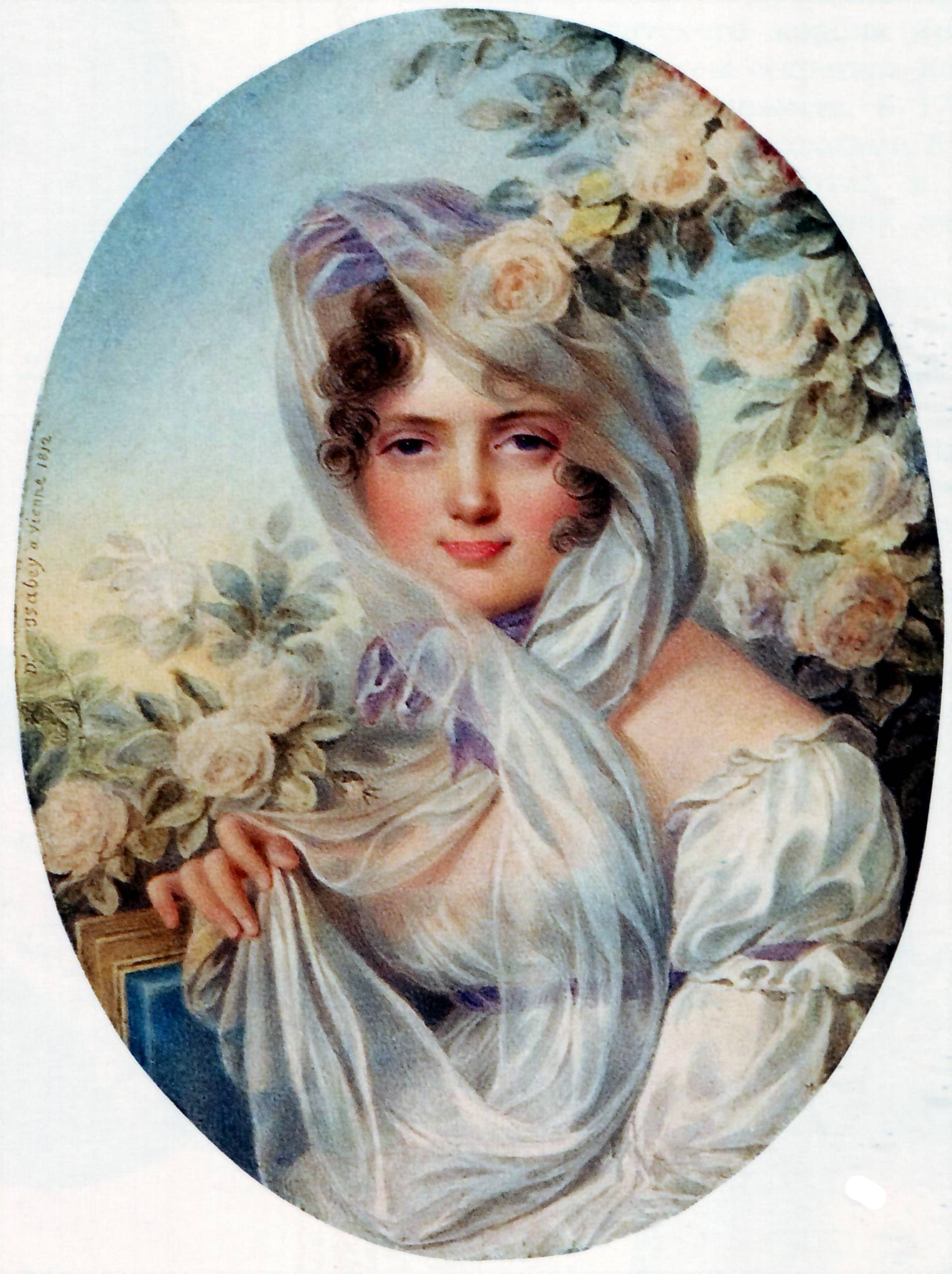
Катерина Багратіон-Скавронська, акварель Ізабе (копія К. Хуммель де Бурдон).
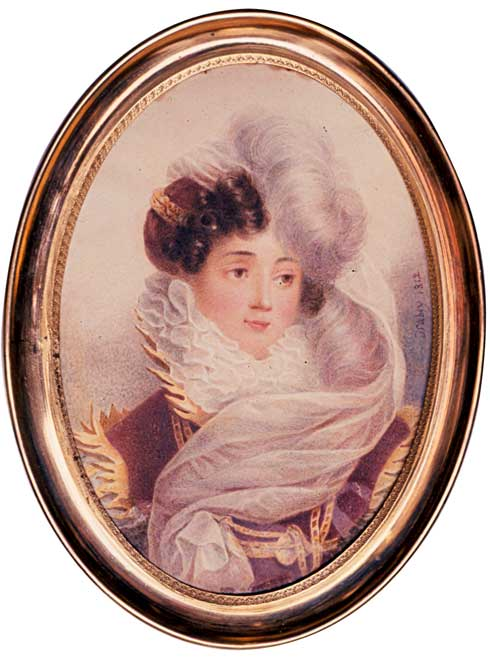
Гортензія Богарне-Бонапарт.
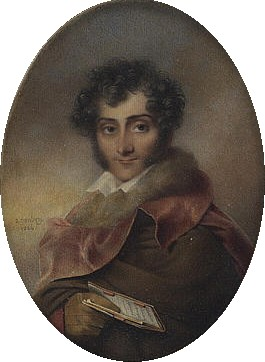
Шарль-Віктор Прево д'арлінкур
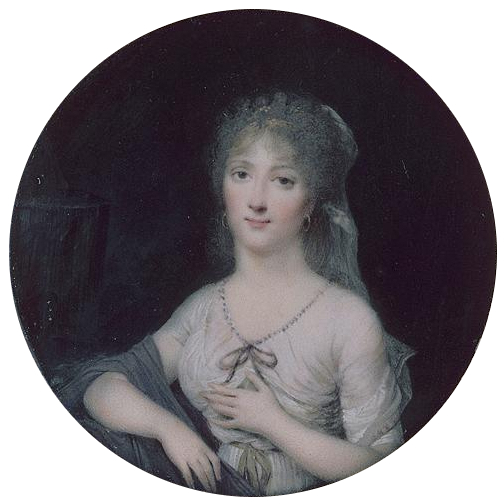
Маркіза де Монталембер, 1790 рік.
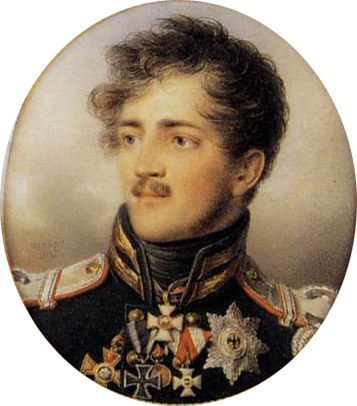
Принц Август Прусський, 1814 рік
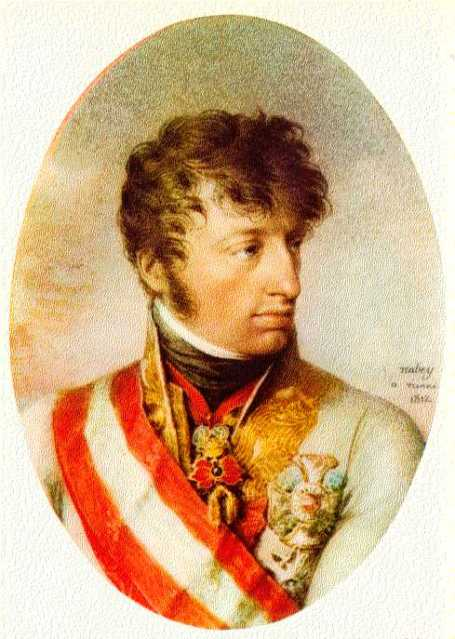
Ерцгерцог Карл Австрійський